# 花崎阿弓
花崎 阿弓（はなさき あゆみ、1988年7月3日 - ）は、フリーアナウンサーである。ジョイスタッフ所属。

## 概要
身長165cm、体重55kg（半年で15キロの減量に成功）。武庫川女子大学付属中学校、武庫川女子大学附属高等学校、武庫川女子大学卒業。
大学卒業後の2011年4月にケーブルネット鈴鹿に入社。その後、2012年4月に静岡エフエム放送へ転職。2013年4月に退社。フリーとしてエフエム栃木、スカパー!運営の局を経て再びフリーアナウンサーとして活動している。

## 人物
- 認定心理士、ハンドセラピストの資格を持っている。
- アナウンサーになる前に学生時代、芸能活動をしていた。そのため女優の養成学校に通っていてドラマなどのエキストラに出演したこともある（大奥、水戸黄門、踊るマツケン、吉原炎上など）。
- 女優活動をしている時にラジオ番組に出演したことがきっかけでアナウンサーの仕事に興味を持ったと言う。
- 元日本テレビアナウンサーの若林健治アナウンススクール出身[3]。就職活動では、新潟県から鹿児島県まで118社のテレビ局やラジオ局を受けた[4][5]。
- 『news zero』（日本テレビ）でニュース原稿を読むことが夢だと語っている。
- お笑いコンビ「なかよしビクトリーズ」の下村達也はいとこ[6]。
- 通称『ケーブルテレビ界の水卜ちゃん』[4]。

## 出演番組

### テレビ
- ミリオンの扉（讀賣テレビ放送）[7]
- 聞いてた話と違います!（フジテレビ）　- 2017年7月7日
- 有田哲平の夢なら醒めないで（TBS） - 2018年5月1日、2018年7月31日、2018年10月3日
- 有吉ジャポン（TBS） - 2018年6月30日、2018年7月21日
- ウチのガヤがすみません!（日本テレビ） - 2018年7月3日
- ヒルナンデス!（日本テレビ） - 2018年10月3日、2018年10月17日、2018年11月21日、2018年11月28日、2018年12月19日
- 水曜日のダウンタウン（TBS） - 2018年10月31日、2018年12月19日、2018年12月26日
- ナカイの窓（日本テレビ） - 2018年11月14日
- 第2企画工場『Dデジでお邪魔します!』（テレビ朝日） - 2018年11月22日、2018年11月29日
- GOMI IS MONEY（テレビ朝日） - 2019年1月26日 （「ノブナカなんなん?」の2021年1月3日放送の特番でも再放送）
- 本能Z（CBCテレビ） - 2019年3月13日
- 有吉反省会（日本テレビ） - 2019年5月11日、2019年5月18日、2019年5月25日、2019年6月1日
- 絶対に笑ってはいけない青春ハイスクール24時!（日本テレビ） - 2019年12月31日
- おぎやはぎの「ブス」テレビ（AbemaTV）-不定期

### ラジオ
- ら・ら・なすTime（レディオベリー） - メインパーソナリティー
- B-UP!（レディオベリー） - リポーター
- K-MIX 2ストライク1ボール（静岡エフエム放送） - 「KANOGAWA Daily Compact」レポーター
- FM栃木レディオベリーBEAT火曜日パーソナリティ（2020年4月1日〜）
- ラジオ日本横浜ユーポスラジオパーソナリティ（2021年2月1日〜）

### テレビドラマ
- 大奥（フジテレビ）[7]
- 水戸黄門（TBS）[7]

### ウェブテレビ
- AbemaPrime（2020年3月31日、AbemaTV） - 進行キャスター